# Kermes perryi
Kermes perryi är en insektsart som beskrevs av King 1900. Kermes perryi ingår i släktet Kermes och familjen eksköldlöss. Inga underarter finns listade i Catalogue of Life.